# Tomaspisinella araguana
Tomaspisinella araguana är en insektsart som beskrevs av Ronald Gordon Fennah 1951. Tomaspisinella araguana ingår i släktet Tomaspisinella och familjen spottstritar. Inga underarter finns listade i Catalogue of Life.